# Lydia Dambassina
Lydia Dambassina, née en 1951 à Thessalonique, est une artiste visuelle grecque. Elle vit à Athènes et à Paris. Elle défend des valeurs humanistes : écologie, inégalités.

## Biographie
Elle étudie l'art à l'Université de Grenoble-Alpes, la psychopathologie et la pédagogie à Université Paris V et Grenoble. Son travail se concentre sur le changement climatique, les inégalités économiques et le fanatisme religieux. Depuis 1976, elle travaille la peinture, la photographie, l'installation et la vidéo.
En 2008, pour la série Party’s over – Starts over, elle travaille sur la crise mondiale provoquée par l'effondrement de la banque Lehman Brothers. En Grèce, cette crise crée un état de peur. Les photos sont prises à grande échelle et avec toujours le même point de vue. La partie supérieure présente l'image. Dans la partie inférieure, elle affiche des extraits de presse quotidienne grecque ou française. Elle utilise l'image et les mots pour exprimer la même chose.
En 2023, elle consacre l'exposition Lorem Ipsum à deux sujets qui la mettent en colère : l'exploitation de la nature et la situation des femmes dans la société patriarcale.

## Expositions
- What scratches the glass from the inside, installation, Ad Lib group dance, Athènes, 2008
- Party’s over – Starts over , Musée macédonien des arts contemporains, Thessalonique, 2013
- 2100 mots d’amour, 2500 mots d’amour, Fontaine souterraine de Splantzia, La Canée, 2015
- Mors, Museum Katsigra, Larissa, 2018
- Lorem Ipsum, City of Athens Culture, 2023